# Organització territorial de la República Democràtica Alemanya

Districtes de la RDA.

Històricament, la República Democràtica Alemanya (RDA, en alemany coneguda per DDR) ha estat territorialment dividida en dues maneres diferents. Fins al 1952 va estar formada per estats federats, anomenats Ländern. Amb la reforma administrativa efectuada aquell mateix any, el país va ser dividit en catorze districtes i aquests al seu torn en districtes rurals (Landkreise) i urbans (Stadtkreise) El districte (en alemany Bezirk) va ser la divisió administrativa bàsica de la República Democràtica Alemanya (RDA) des del 1952 fins a la seva dissolució en 1990. El Consell d'Estat de l'RDA va atorgar a Berlín una autonomia similar a un districte, tot i que  en realitat mai en va ser cap ni tampoc en formà part d'un altre.
Pel que fa a la denistat de població i grandària, els districtes en gerneral eren equivalents a les regions administratives de la República Federal Alemanya (RFA). Tanmateix, a diferència del país veí, aquestes divisions mancaven d'autonomia política. Igualment, els districtes de la RDA no posseïen un autogovern local, assemblant-se a les entitats polítiques comunals en aquest aspecte.
Els districtes de la RDA es van integrar amb els deu estats federats de la RFA (Länder) i Berlín el 14 d'octubre de 1990 mitjançant una llei aprovada el 22 de juliol del mateix any com a part del procés de la reunificació alemanya. El nom d'aquesta llei és «Llei Constitucional per a la formació d'estats federats en la República Democràtica Alemanya».

## Llista de districtes
Aquesta és la llista dels districtes que van conformar la RDA de nord a sud:
| Mapa | Districte          | Superfície en km² | Habitants (1989)< | Densitat hab./km² | Matrícula | Divisió administrativa                                   | Municipis |
| ---- | ------------------ | ----------------- | ----------------- | ----------------- | --------- | -------------------------------------------------------- | --------- |
|      | Rostock            | 7.075             | 916.500           | 130               | A         | 10 districtes rurals, 4 districtes urbans                | 360       |
|      | Nou Brandenburg    | 10.948            | 620.500           | 57                | C         | 14 districtes rurals, 1 districte urbà                   | 492       |
|      | Schwerin           | 8.672             | 595.200           | 69                | B         | 10 districtes rurals, 1 districte urbà                   | 389       |
|      | Potsdam            | 12.568            | 1.123.800         | 89                | D, P      | 15 districtes rurals, 2 districtes urbans                | 755       |
|      | Frankfurt del Óder | 7.186             | 713.800           | 99                | E         | 9 districtes rurals, 3 districtes urbans                 | 438       |
|      | Magdeburg          | 11.526            | 1.249.500         | 108               | H, M      | 19 districtes rurals, 1 districte urbà                   | 655       |
|      | Cottbus            | 8.262             | 884.700           | 107               | Z         | 14 districtes rurals, 1 districte urbà                   | 574       |
|      | Trobi              | 8.771             | 1.776.500         | 203               | K, V      | 20 districtes rurals, 3 districtes urbans                | 684       |
|      | Leipzig            | 4.966             | 1.360.900         | 274               | S, U      | 12 districtes rurals, 1 districte urbà                   | 422       |
|      | Érfurt             | 7.349             | 1.240.400         | 169               | L, F      | 13 districtes rurals, 2 districtes urbans                | 719       |
|      | Dresden            | 6.738             | 1.757.400         | 261               | R, Y      | 15 districtes rurals, 2 districtes urbans                | 594       |
|      | Karl-Marx-Stadt    | 6.009             | 1.859.500         | 309               | T, X      | 21 districtes rurals, 3 districtes urbans                | 601       |
|      | Gera               | 4.004             | 742.000           | 185               | N         | 11 districtes rurals, 2 districtes urbans                | 528       |
|      | Suhl               | 3.856             | 549.400           | 142               | O         | 8 districtes rurals, 1 districte urbà                    | 358       |
|      | Berlín             | 403               | 1.279.200         | 3174              | I         | (11 districtes administratius)                           | 1         |
|      | RDA                | 108.333           | 16.669.300        | 154               | –         | 191 districtes rurals,27 districtes urbans(+ Berlín Est) | 7570      |

## Després de la re-unificació

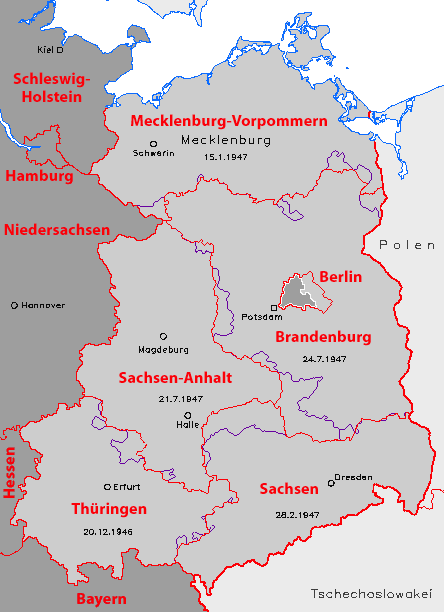
Els 5 Länder de la RDA.
En violeta, els límits dels Länder de 1947 a 1952.
En vermell, els noms i límits dels nous Länder, instaurats el 1990.

La reunificació alemanya va implicar la dissolució dels districtes i la seva substitució pels nous estats federats (neue Bundesländer), que van heretar, amb poques diferències, el nom i els límits dels quals van ser abolits amb la reforma de 1952.
Els estats actuals que van substituir als districtes de la RDA són:
- Brandenburg
- Mecklenburg-Pomerània Occidental
- Saxònia
- Saxònia-Anhalt
- Turíngia